# Dürrenhorn
El Dürrenhorn (también llamado Dirruhorn) es una montaña suiza en los Alpes Peninos de 4.035 m s. n. m. Queda hacia el extremo norte de la Arista Nadel (Nadelgrat), una crestería de alto nivel que va aproximadamente en dirección norte-sur por encima de Saas Fee al este, y el Mattertal al oeste. Forma parte del macizo del Mischabel, que culmina en el Dom (4.545 m).
La cima fue ascendida por vez primera el 7 de septiembre de 1879 por Albert Mummery y William Penhall acompañados por los guías Alexander Burgener y Ferdinand Imseng.
Según la clasificación SOIUSA, el Dürrenhorn pertenece:
- Gran parte: Alpes occidentales
- Gran sector: Alpes del noroeste
- Sección: Alpes Peninos
- Subsección: Alpes del Mischabel y del Weissmies
- Supergrupo: Macizo del Mischabel
- Grupo: Cadena del Mischabel p.d.
- Código: I/B-9.V-A.2